# Архантропи
Архантропи (від грецьк. archaios — стародавня та anthropos — людина) — спільна назва для гомінід видів людина працююча (лат. Homo ergaster) і людина прямоходяча (лат. Homo erectus), що прийшли на зміну людині умілій (лат. Homo habilis). Близькі за рівнем еволюційного розвитку і характеру культури. Іноді у складі архантропів виділяють людину грузинську (лат. Homo georgicus), за знахідками в Дманісі в Грузії. Архантропи, судячи по знахідкам у Кообі-Фора і Наритокомі в Кенії, з'явилися близько 1,8 млн років тому. Кісткові залишки архантропів знайдені в Азії, Африці, Європі. Час їх існування — 2,8 млн. — 350 тис. років тому. У зовнішньому вигляді архантропа зберігалося багато мавпоподібних рис. Ранні архантропи виготовляли грубі кам'яні знаряддя. Основні заняття — полювання і збиральництво; форма соціальної (суспільної) організації — праобщина (інакше — первісне людське стадо). Мовне спілкування знаходилося на початковій стадії розвитку. Архантропи являють собою початковий етап процесу антропогенезу, їхній розвиток (еволюція) призвів до виникнення палеоантропів.